# Jorge Loring y Oyarzábal
Jorge Enrique Loring y Oyarzábal (Málaga, 9 de agosto de 1822-Málaga, 11 de febrero de 1900) fue un ingeniero, empresario y político español, I marqués de Casa Loring. Fue promotor de un gran número de negocios destacando su participación en la siderurgia, minería y los ferrocarriles, como la línea Córdoba-Málaga.

## Biografía

### Orígenes y juventud
Nació en Málaga el 9 de agosto de 1822, en el seno de una familia de la burguesía.  
Fue el tercero de los siete hijos de María del Rosario Oyarzábal Herrera y George Loring James, comerciante estadounidense originario de Boston que se había establecido en Málaga y socio de Manuel Agustín Heredia. Se licenció como ingeniero de Caminos, Canales y Puertos por la Universidad de Harvard, contrayendo matrimonio con Amalia Heredia Livermore en 1850, con quien tuvo nueve hijos, y dio forma a la Hacienda La Concepción y al Museo Loringiano. 
Durante 1854 y 1855 todo el litoral que baña las costas del mar Mediterráneo debió enfrentar una epidemia de cólera morbo-asiática. Málaga no fue la excepción, por lo que su Ayuntamiento formó una Junta de Sanidad para realizar una suscripción en favor de los afectados por la enfermedad que provocó miles de muertos. En reconocimiento a la labor humanitaria que Jorge Loring llevó a cabo durante la epidemia de cólera, recibió el título nobiliario de marqués de Casa Loring por Real Decreto de 11 de abril de 1856, siendo ministro de Gracia y Justicia José Arias, para él y sus herederos a partir del 27 de mayo de ese año.

### Actividad empresarial
Fue uno de los fundadores del periódico El Correo de Andalucía en 1851. Durante el reinado de Isabell II Loring fue diputado en Cortes en cinco ocasiones, de 1857 a 1867, inicialmente por el partido moderado y después por la Unión Liberal por la provincia de Málaga.
Además, desarrollaría una prolífica actividad empresarial. En 1856 gestionó en Madrid  la autorización para la fundación del Banco de Málaga, junto a Joaquín Ferrer, Martín Larios y Martín Heredia.  En el plano industrial, a través de la sociedad de su padre Jorge Loring y Cía,  participó en la siderurgia malagueña y los altos hornos de Marbella y una fundición de plomo. A partir de 1860 el negocio de la siderurgia perdía competitividad frente a la siderurgia asturiana por el consumo de carbón vegetal en Marbella por lo que Loring y sus socios habituales buscaron el uso de carbón procedente de la provincia de Córdoba como la mina Esperanza en la cuenca minera de Belmez en la provincia de Córdoba. Además, Loring participó en la fundación en 1858 la Fusión Carbonífera y Metalífera de Belmez y Espiel, así como numerosas minas de hulla en Montoro, Hornachuelos, Fuente Obejuna, Villanueva de Córdoba y Villanueva del Duque.
Junto a la minería, el sector de mayor pujanza en el siglo XIX fue el de los ferrocarriles. En 1861 fue fundador de la Compañía del Ferrocarril de Córdoba a Málaga obteniendo la concesión para  la construcción de la línea férrea Córdoba-Málaga, que entró en servicio en 1863. Ese año también obtuvo de José de Salamanca la cesión de los derechos para construir el ramal de la línea Bobadilla-Granada.
Mantuvo su influencia política como diputado en Cortes en el breve reinado de Amadeo I y por última vez, en 1876, en la restauración Borbónica con Cánovas del Castillo. Entre 1872 y 1877 la sociedad minera Loring, Larios y Heredia adquiere la Sociedad Española Carbonera de Belmez y Espiel convirtiéndose en los principales propietarios de la cuenca mienera de Belmez.
La línea férrea Córdoba-Belmez inaugurada en 1873, para el transporte del carbón, atravesó numerosas dificultades financieras, técnicas y societarias. Loringhabía obtenido la contrata de la construcción de la Compañía del Ferrocarril de Córdoba a Belmez y en 1880 la transfirió a Compañía de los Ferrocarriles Andaluces, de la que fue socio fundador en 1877 y presidente. Años después también formaría parte del consejo de administración de la Compañía de los Caminos de Hierro del Sur de España.
También intervino como subcontratista en las obras de la línea Lorca-Baza, una de las secciones del proyectado ferrocarril Murcia-Granada.

### Últimos años
Loring, además del más importante cacique malagueño, perteneció a la masonería y fue amigo personal de Cánovas del Castillo. Residió en Madrid entre 1873 y 1890  y entre 1892 y 1896, por intercesión de Cánovas, fue nombrado senador vitalicio. Las deudas ante sus acreedores por los negocios mineros suponen liquidar gran parte del patrimonio de los Loring y les llevan a vender tanto su palacete de la calle Alcalá de Madrid como las tablas de la Lex Malacitana al Estado para salvar la Finca de La Concepción, que finalmente termina hipotecándose. 
Falleció en Málaga en febrero de 1900, dejando sus negocios a hijos y yernos. Sus restos reposan en el Cementerio de San Miguel de Málaga, en el panteón Heredia.